# Maurice Greene (compositore)
Maurice Greene (Londra, 12 agosto 1696 – Londra, 1º dicembre 1755) è stato un compositore e organista inglese.

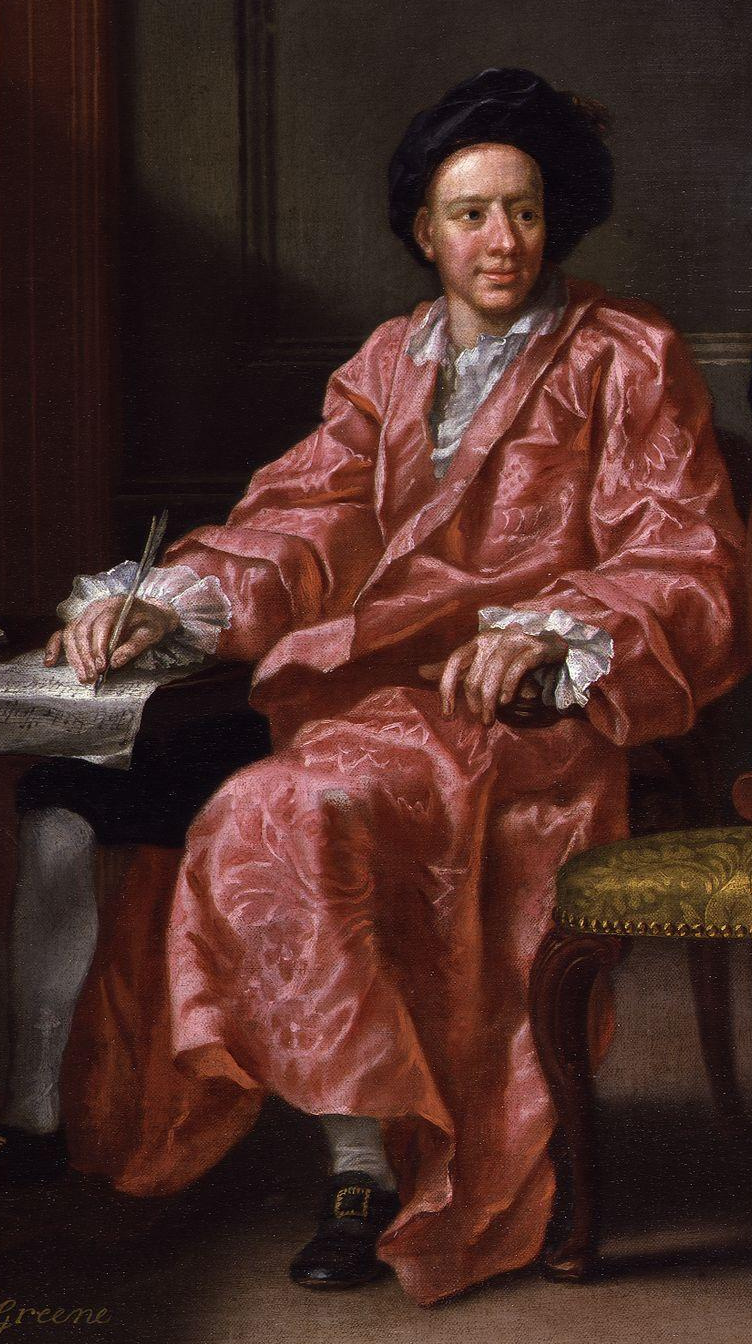
Maurice Greene

Figlio di un ecclesiastico, da bambino fu ammesso nel coro della Cattedrale di St. Paul di Londra, diretto da Jeremiah Clarke e Charles King. Studiò organo sotto la direzione di Richard Brind, organista della cattedrale, a cui subentrò nell'incarico alla morte del maestro.
Alla morte di William Croft nel 1727 Greene diventò organista della Royal Chapel. Nel 1730 diventò professore di musica all'Università di Cambridge. Nel 1735 fu nominato Master of the King's Musick, una delle più importanti cariche riservate ai musicisti della corte inglese.
Scrisse numerose composizioni canore sacre e profane, tra cui l'oratorio The Song of Deborah and Barak (1732) e una raccolta di anthem  (1743), il più noto dei quali è Lord, let me know mine end. Mise in musica i sonetti tratti da Amoretti di Edmund Spenser (1739). Greene morì nel 1755 lasciando incompiuta l'antologia di musica sacra Cathedral Music su cui stava lavorando. Fu William Boyce, suo allievo e successore come Master of the King's Music, a completare il lavoro e a pubblicare l'opera in tre volumi tra il 1760 e 1763. Numerosi brani di tale raccolta sono tuttora usati nella liturgia anglicana.